# Ehberg
Ehberg ist eine Hofschaft in Halver im Märkischen Kreis im Regierungsbezirk Arnsberg in Nordrhein-Westfalen (Deutschland).

## Lage und Beschreibung
Ehberg liegt auf 370 Meter über Normalnull südlich des Halveraner Hauptortes an der Kreisstraße K37 zwischen dem Hauptort und Anschlag. Weitere Nachbarorte sind Kückelhausen, Sondern, Kreuzweg, Hagedorn, Hulvershorn, Lausberge und Auf der Brake. Durch Ehberg fließt der Höhweger Siepen, ein Zufluss der Ennepe.
Durch das Waldgebiet Bommert östlich des Ortes verläuft die Trasse der stillgelegten Wuppertalbahn.

## Geschichte
Ehberg wurde erstmals 1750 urkundlich erwähnt und entstand vermutlich ab 1733 als ein Abspliss von Auf der Brake.
1818 lebten elf Einwohner im Ort. Laut der Ortschafts- und Entfernungs-Tabelle des Regierungs-Bezirks Arnsberg wurde Ehrberg als Kotten kategorisiert und besaß 1838 eine Einwohnerzahl von zehn, allesamt evangelischen Glaubens. Der Ort gehörte zur Bommerter Bauerschaft innerhalb der Bürgermeisterei Halver und besaß ein Wohnhaus.
Das Gemeindelexikon für die Provinz Westfalen von 1887 gibt eine Zahl von vier Einwohnern an, die in einem Wohnhaus lebten.